# Jean Devillers-Terschuren
Jean Devillers-Terschuren ( n. 1955 ) es un botánico y fitogeógrafo francés. Se ha especializado en Orchidaceae. Trabaja en Bélgica en el "Instituto Real de Ciencias Naturales".

## Obras
- 1991. Devillers et al. Habitats of the European Community typology
- 1994. Devillers, P; J Devillers-Terschuren. Essai d'analyse systématique du genre Ophrys. Natural. belges 75 (Orchid.7, suppl.): 303-304
- 1966. Devillers, P; J Devillers-Terschuren, Charles Vander Linden. Palaearctic Habitats. PHYSIS Data Base. Ed. Royal Belgian Institute of Natural Sciences. (website, www/kbinirsnb.be/cb.)
- Devillers, P; J Devillers-Terschuren. A classification of Palaearctic habitats
- Devillers, P; J Devillers-Terschuren. Habitats of South America. En: PHYSIS Data Base, Royal Belgian Institute of Natural Sciences, PDF En línea Archivado el 27 de septiembre de 2007 en Wayback Machine.
- 2000 Devillers, P; J Devillers-Terschuren. Notes phylogénétiques sur quelques Ophrys du complexe d'O. fusca s.l. en Méditerranée centrale. Natural. belges 81 (Orchid. 13) : 298-322
- Devillers, P; J Devillers-Terschuren. 2001. Application and development of the Palaearctic habitat classification in the course of the setting up of the Emerald Project (PDF) in Convention on the conservation of European wildlive and natural habitats pp. 17-18. (febrero de 2001)

- La abreviatura «Devillers-Tersch.» se emplea para indicar a Jean Devillers-Terschuren como autoridad en la descripción y clasificación científica de los vegetales.[2]

A febrero de 2012 tiene registradas, identificadas y nombradas a 105 especies de la familia botánica de las Orchidaceae.